# Chamaedorea atrovirens
Chamaedorea atrovirens är en enhjärtbladig växtart som beskrevs av Carl Friedrich Philipp von Martius. Chamaedorea atrovirens ingår i släktet Chamaedorea och familjen Arecaceae. Inga underarter finns listade i Catalogue of Life.

## Bildgalleri

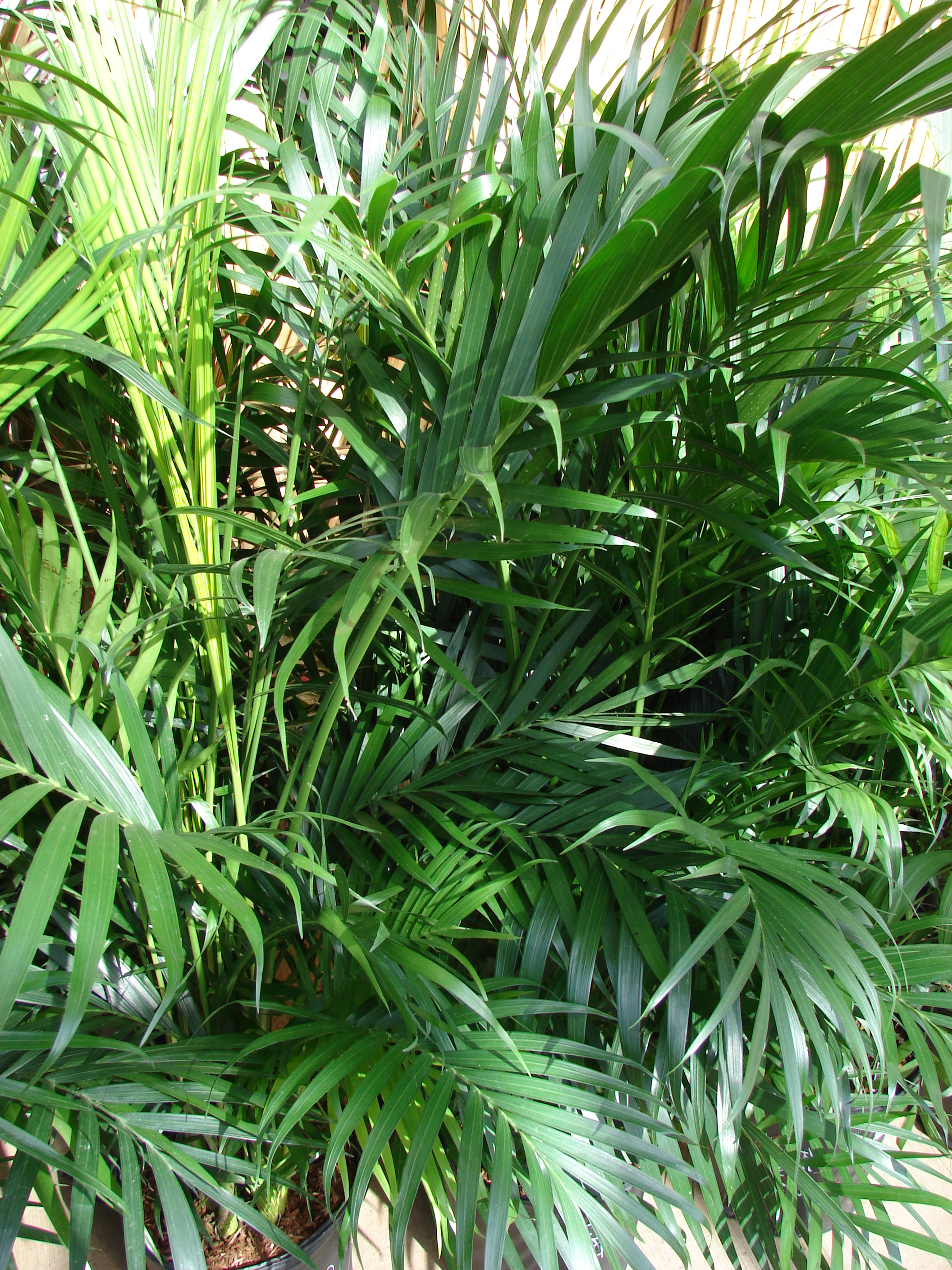